# Мукагни, Лерис
Лерис Мукагни (фр. Léris Moukagni, род. 1 июля 1986, Либревиль) — габонский шоссейный велогонщик.

## Карьера
Регулярно включаемый в состав сборной Габона, с 2008 по 2016 год ежегодно участвовал в гонке Тропикале Амисса Бонго. Стартовал на таких гонках как Тур дю Фасо, Ивуарийский тур мира, Тур Камеруна, Тур Руанды, Тур Марокко, Тур Сенегала, Гран-при Шанталь Бийя. Лучшими результатами на этих гонках них стали несколько попаданий в топ-10 на этапах, а также 16 место в генеральной классификации на Туре Камеруна. Был участником чемпионата Африки.
В 2010 году он занял второе место на чемпионате Габона в индивидуальной гонке.
В сентябре 2015 года принял участие в Африканских играх 2015 проходивших в Браззавиле (Республика Конго). На них он занял 12-е место в командной гонке и 56-м место в групповой гонке, уступив более 15 минут победителю. А в ноябре одержал свою самую крупную победу, став чемпионом Габона в групповой гонке, которая проводилась в его родном городе Либревиль. В финишном спринте он опередил Седрика Чута.

## Достижения
2010
2-й на Чемпионат Габона — индивидуальная гонка
2015
 Чемпион Габона — групповая гонка